# قره‌جه‌وران سفلی
قره‌جه‌وران سفلی، روستایی از توابع بخش مرکزی شهرستان چالدران در استان آذربایجان غربی ایران است.

## جمعیت
این روستا قره جه وران سفلئ در دهستان چالدران جنوبی قرار دارد و براساس سرشماری مرکز آمار ایران در سال ۱۳۹۵، جمعیت آن ۱۳۰۰ نفر (۲۰۰ خانوار) بوده‌است.